# Communauté de communes du Haut-Poitou
La communauté de communes du Haut-Poitou est une communauté de communes française, située dans le département de la Vienne et la région Nouvelle-Aquitaine.
Elle est issue de la fusion en 2017 des communautés de communes du Neuvillois, du Mirebalais et du Pays Vouglaisien.

## Historique
Elle est créée à la suite du Schéma de coopération intercommunale (SDCI) prenant effet le 1er janvier 2017 car le Mirebalais ne dépassaient pas les 15 000 habitants imposés par la Loi NOTRe.
C'est l'objectif de la prescription numéro 2 du schéma de réunir cette intercommunalité aux deux intercommunalité voisines du Neuvillois et du Pays Vouglaisien. Si seule la communauté de communes du Mirebalais est dans l’obligation de se regrouper, force est de constater que la partie nord-ouest de l’arrondissement regroupe trois EPCI de taille modeste, aussi bien en nombre d’habitants que de communes, ce qui limite leur capacité d’action alors même que le législateur a décidé de confier à ces structures de nouvelles compétences dans les prochaines années.
L’arrêté fixant le périmètre est signé le 25 mars 2016 confirmé le 6 décembre par l’arrêté définitif.
La présidence de la nouvelle structure est âprement disputée entre Benoît Princay, président du Mirebalais et Rodolphe Guyonneau président du Vouglaisien. La maire de Neuville Séverine Saint-Pé, qui avait échoué à la présidence de la communauté de communes, soutenait Benoît Prinçay. C'est finalement Rodolphe Guyonneau qui remporte le scrutin par 31 voix contre 26.
Six mois plus tard, le président annonce sa démission à la suite d'un débat houleux sur le projet de construction de la nouvelle gendarmerie de Vouillé. Par surprise, la préfète Isabelle Dilhac refuse la démission de celui-ci.
Le 1er janvier 2019, les communes de Lavausseau, Benassay, La Chapelle-Montreuil et Montreuil-Bonnin fusionnent pour former Boivre-la-Vallée tandis que Saint-Martin-la-Pallu absorbe Varennes, amenant à 27 le nombre de communes membres de l'intercommunalité.

## Territoire communautaire

### Géographie
Située à l'ouest  du département de la Vienne, la communauté de communes du Haut-Poitou regroupe 27 communes et présente une superficie de 693,6 km2.

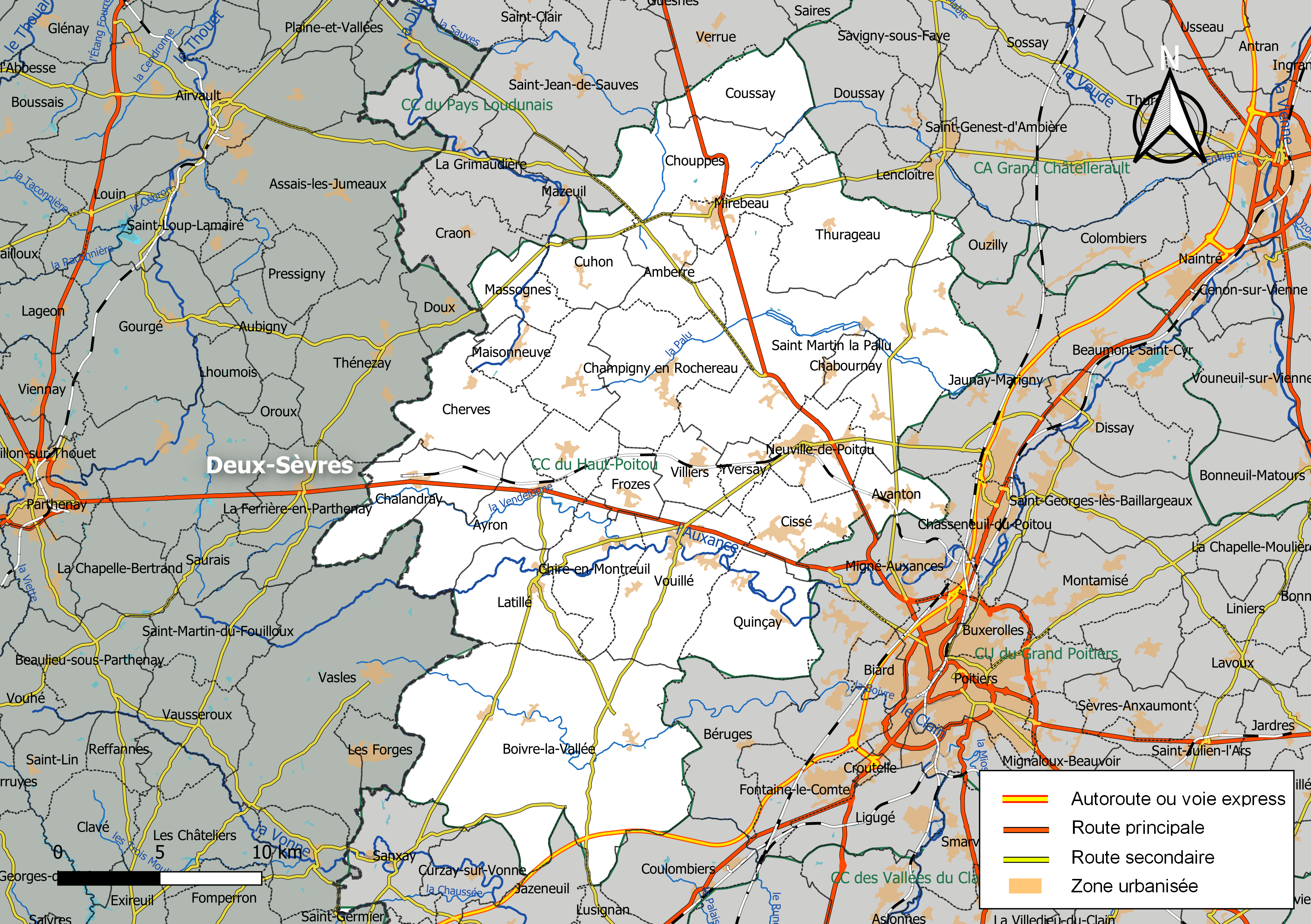
Carte de la communauté de communes du Haut-Poitou au 1er janvier 2019.

### Composition

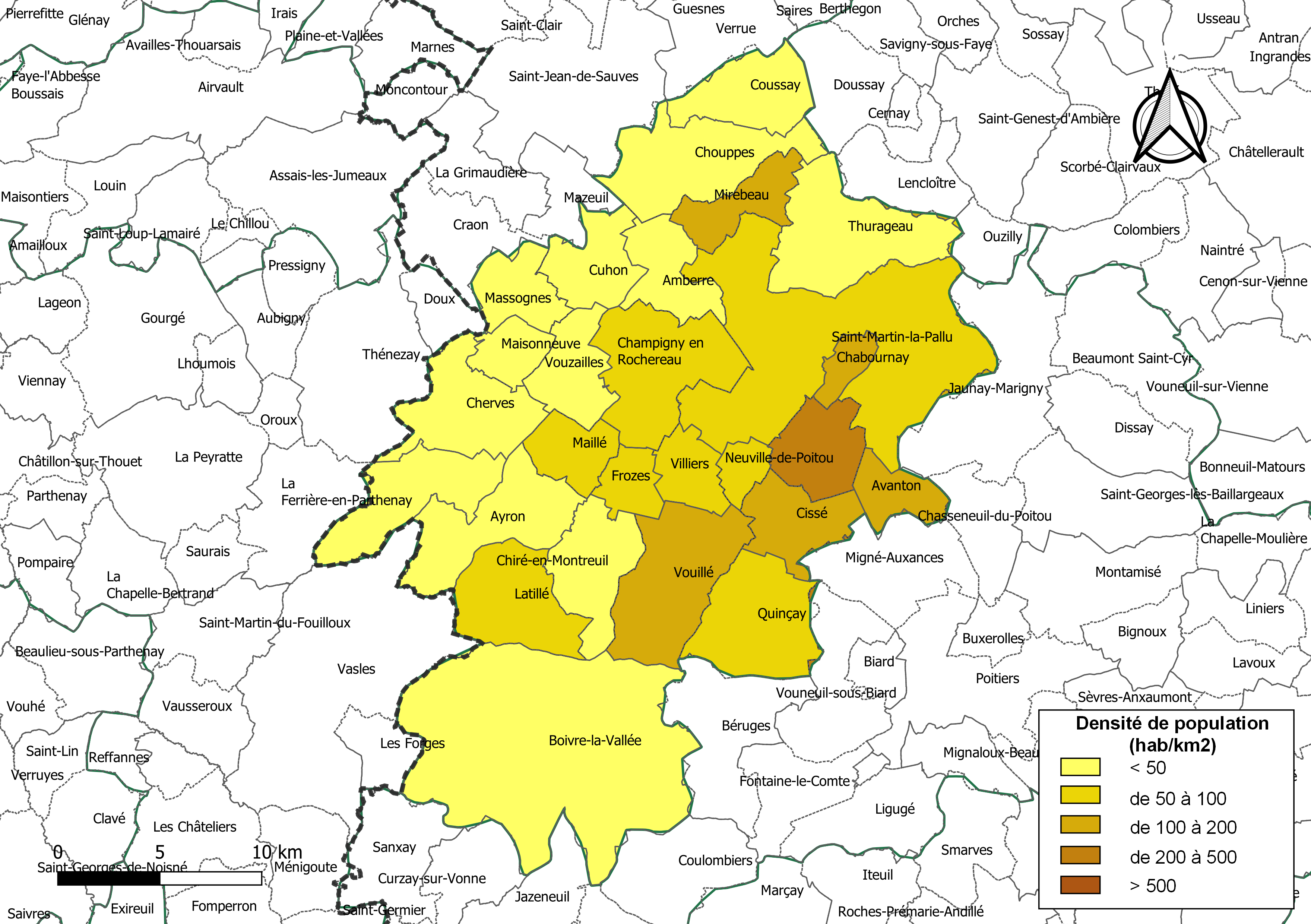
Carte des densités de population (millésimée 2016) des communes de la communauté de communes du Haut-Poitou. Composition en communes au 1er janvier 2019.

La communauté de communes est composée des 27 communes suivantes :

| Nom                        | Code Insee | Gentilé                    | Superficie (km2) | Population (dernière pop. légale) | Densité (hab./km2) |
| -------------------------- | ---------- | -------------------------- | ---------------- | --------------------------------- | ------------------ |
| Neuville-de-Poitou (siège) | 86177      | Neuvillois                 | 17,06            | 5 465 (2022)                      | 320                |
| Amberre                    | 86002      | Amberrois                  | 15,63            | 565 (2022)                        | 36                 |
| Avanton                    | 86016      | Avantonnais                | 10,8             | 2 227 (2022)                      | 206                |
| Ayron                      | 86017      | Ayronais                   | 28,3             | 1 087 (2022)                      | 38                 |
| Boivre-la-Vallée           | 86123      |                            | 117,41           | 3 041 (2022)                      | 26                 |
| Chabournay                 | 86048      | Chabournaysiens            | 5,84             | 1 258 (2022)                      | 215                |
| Chalandray                 | 86050      | Chalandraisiens            | 24,97            | 794 (2022)                        | 32                 |
| Champigny en Rochereau     | 86053      |                            | 33,24            | 1 890 (2022)                      | 57                 |
| Cherves                    | 86073      |                            | 25,81            | 516 (2022)                        | 20                 |
| Chiré-en-Montreuil         | 86074      | Chiréens                   | 21,41            | 923 (2022)                        | 43                 |
| Chouppes                   | 86075      | Chouppois                  | 31,72            | 801 (2022)                        | 25                 |
| Cissé                      | 86076      | Cisséens                   | 16,92            | 2 875 (2022)                      | 170                |
| Coussay                    | 86085      | Cusciacuciens              | 20,14            | 260 (2022)                        | 13                 |
| Cuhon                      | 86089      | Cuhonais                   | 16,34            | 389 (2022)                        | 24                 |
| Frozes                     | 86102      | Froziens                   | 8,72             | 612 (2022)                        | 70                 |
| Latillé                    | 86121      | Latiliacois                | 25,17            | 1 483 (2022)                      | 59                 |
| Maillé                     | 86142      |                            | 12,32            | 640 (2022)                        | 52                 |
| Maisonneuve                | 86144      | Maisonneuvois              | 8,97             | 324 (2022)                        | 36                 |
| Massognes                  | 86150      | Massognais                 | 13,59            | 271 (2022)                        | 20                 |
| Mirebeau                   | 86160      | Mirebalais                 | 13,84            | 2 144 (2022)                      | 155                |
| Quinçay                    | 86204      | Quincéens                  | 29,66            | 2 113 (2022)                      | 71                 |
| Saint-Martin-la-Pallu      | 86281      | Pallu-Martinois            | 93,87            | 5 663 (2022)                      | 60                 |
| Thurageau                  | 86271      | Thurageois                 | 35,29            | 732 (2022)                        | 21                 |
| Villiers                   | 86292      |                            | 10,87            | 955 (2022)                        | 88                 |
| Vouillé                    | 86294      | Vouglaisiens ou Vogladiens | 33,95            | 3 707 (2022)                      | 109                |
| Vouzailles                 | 86299      | Vouzaillais                | 15,77            | 563 (2022)                        | 36                 |
| Yversay                    | 86300      |                            | 5,95             | 636 (2022)                        | 107                |

### Démographie
| 1968   | 1975   | 1982   | 1990   | 1999   | 2010   | 2015   | 2021   |
| ------ | ------ | ------ | ------ | ------ | ------ | ------ | ------ |
| 25 174 | 25 218 | 28 825 | 30 720 | 32 565 | 39 319 | 41 521 | 41 814 |

## Administration

### Siège
Le siège de la communauté de communes est situé à Neuville-de-Poitou.

### Conseil communautaire
Le conseil communautaire est composé de 49 conseillers qui sont répartis, selon le droit commun, comme suit :
| Nombre de conseillers | Communes                                           |
| --------------------- | -------------------------------------------------- |
| 7                     | Saint Martin la Pallu                              |
| 6                     | Neuville-de-Poitou                                 |
| 4                     | Vouillé                                            |
| 3                     | Boivre-la-Vallée, Cissé                            |
| 2                     | Avanton, Champigny en Rochereau, Mirebeau, Quinçay |
| 1 (+ 1 suppléant)     | les autres communes                                |

### Présidence
| Période      | Période      | Identité           | Étiquette | Qualité                                                                                    |
| ------------ | ------------ | ------------------ | --------- | ------------------------------------------------------------------------------------------ |
| janvier 2017 | juillet 2020 | Rodolphe Guyonneau | MoDem     | Maire de La Chapelle-Montreuil (2008 → 2018), puis maire de Boivre-la-Vallée (2019 → 2020) |
| juillet 2020 | En cours     | Benoît Prinçay     | LR        | Maire de Chouppes (2008 → )                                                                |

### Compétences
La communauté de communes adhère également à trois syndicats mixtes :
- Syndicat mixte pour l'aménagement du Seuil du Poitou ;
- Syndicat Mixte Vienne-Services ;
- Syndicat mixte du Pays des Six Vallées.

### Régime fiscal et budget
Le régime fiscal de la communauté de communes est la fiscalité professionnelle unique (FPU).